# Bundesministerium für Inneres

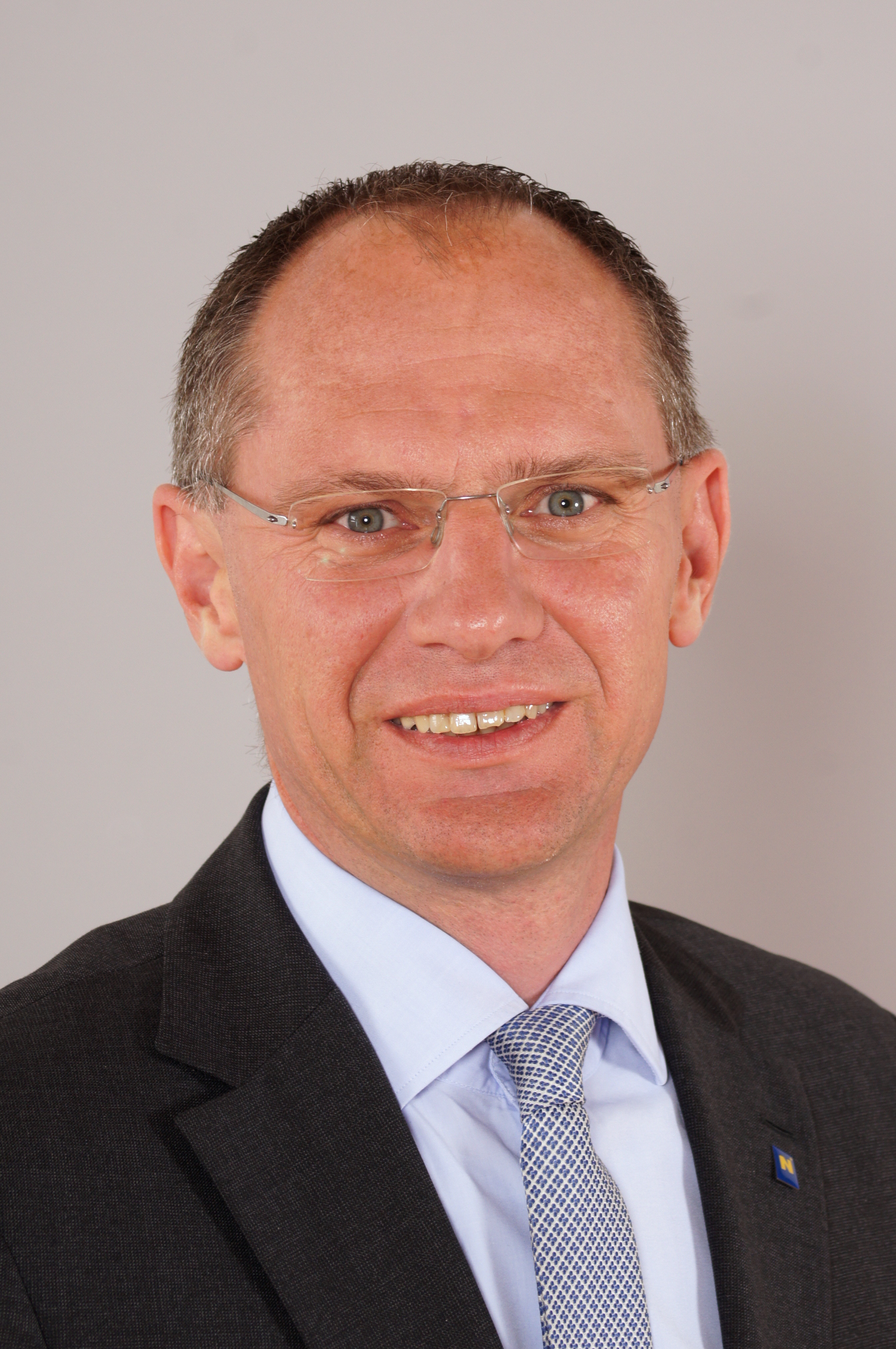
Gerhard Karner, Bundesminister für Inneres

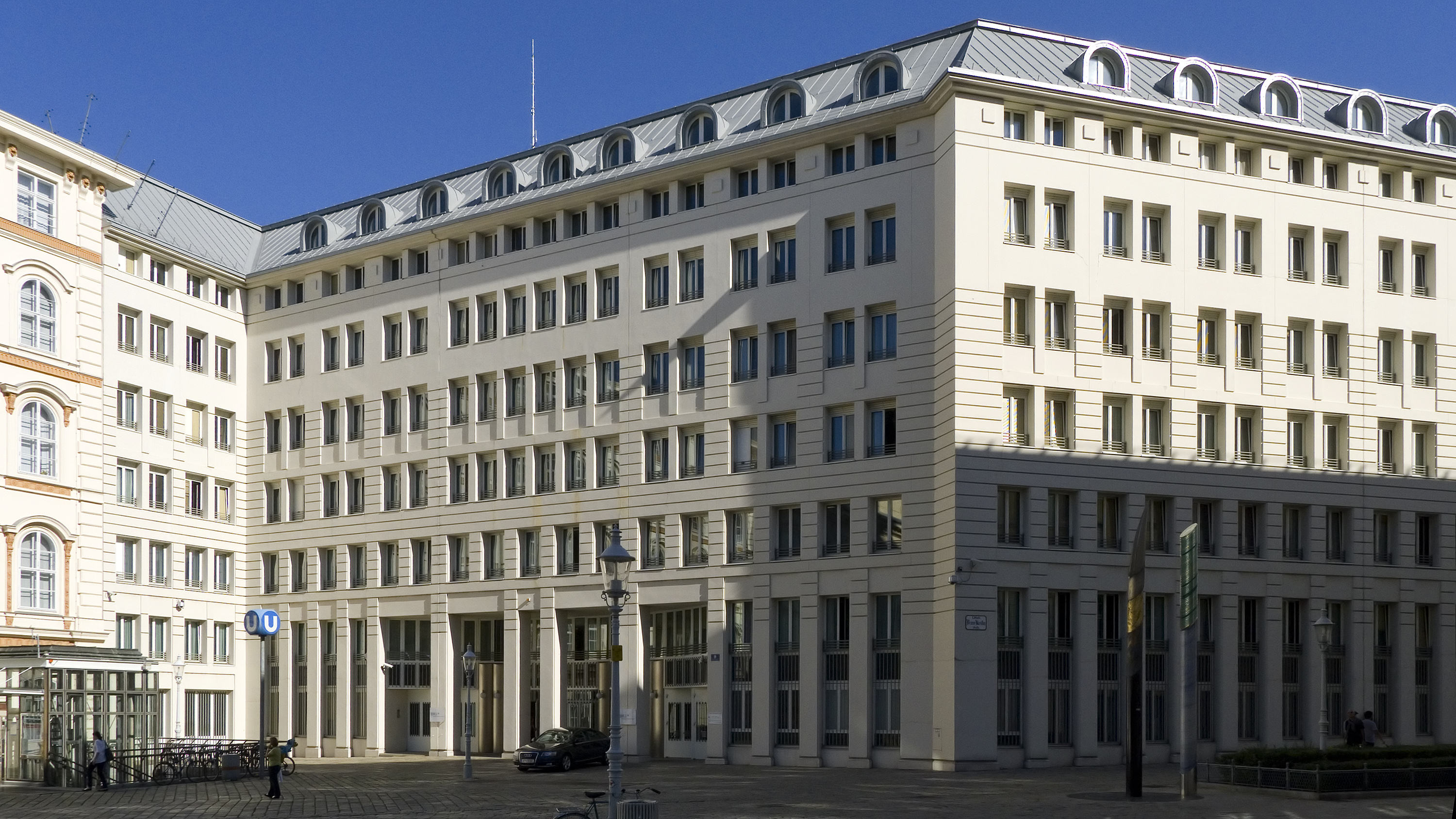
Das Bundesministerium für Inneres am Wiener Minoritenplatz

Das österreichische Bundesministerium für Inneres (kurz BMI oder Innenministerium) ist der Hilfsapparat des Bundesministers für Inneres, derzeit Gerhard Karner, dieser ist die oberste Sicherheitsbehörde  Österreichs und insbesondere für das Sicherheitswesen, weiters für Angelegenheiten der Staatsbürgerschaft, Wahlen, Volksabstimmungen und Volksbegehren zuständig.

## Geschichte
Im Kaisertum Österreich, von 1867 an in Cisleithanien, dem westlichen Teil Österreich-Ungarns, bestand von 1848 bis 1918 das k.k. Ministerium des Innern. Erster Ressortchef war, eine Woche nach dem Sturz Metternichs in der Revolution von Kaiser Ferdinand I. am 20. März 1848 ernannt, Franz von Pillersdorf. 
Die Minister wurden vom Kaiser ohne Mitwirkung parlamentarischer Gremien ernannt und enthoben. Letzter kaiserlicher Innenminister war Edmund Ritter von Gayer, der seine deutschösterreichischen Agenden Anfang November 1918 an den am 30. Oktober 1918 berufenen Staatssekretär des Innern, Heinrich Mataja, übergab und vom abtretenden Kaiser Karl I. am 11. November 1918 formell enthoben wurde. 
Die Vorgängerinstitutionen des BMI hießen 1918 / 1919 Staatsamt des Inneren, nach der Fusion mit dem Unterrichtsministerium bis 1920 Staatsamt für Inneres und Unterricht. 
Mit dem Inkrafttreten des Bundes-Verfassungsgesetzes änderte sich die Bezeichnung in Bundesministerium für Inneres und Unterricht. 1923 wurde das Ministerium in das Bundeskanzleramt eingegliedert, wo es – als Portefeuille der Angelegenheiten des Sicherheitswesens und der inneren Verwaltung – bis 1938 verblieb. Ab 1929 führte der Ressortleiter die Amtsbezeichnung Bundesminister (für innere Angelegenheiten). Ab 1932 gab es auch speziell einen Bundesminister für Sicherheitswesen, ebenfalls dem Bundeskanzler unterstellt. Seit 1945 hat die heutige Bezeichnung Bundesministerium für Inneres Bestand. In der Bundesregierung Faymann I bestand vom 21. April 2011 bis zur Angelobung der neuen Regierung am 16. Dezember 2013 ein Staatssekretariat für Integration im Innenministerium, Staatssekretär war Sebastian Kurz (ÖVP).

## Aufgaben
Das Bundesministerium für Inneres ist zuständig für:
- Angelegenheiten des Sicherheitswesens, soweit sie nicht in den Wirkungsbereich eines anderen Bundesministeriums fallen.
  - Aufrechterhaltung der öffentlichen Ruhe, Ordnung und Sicherheit; Maßnahmen der Wiederherstellung der subjektiven und objektiven Sicherheit von Verbrechensopfern.
  - Waffen-, Munitions- und Sprengmittelwesen, Schießwesen mit Ausnahme des militärischen Waffen-, Schieß- und Munitionswesens sowie des Spreng- und Schießmittelwesens im Bergbau.
  - Internationale polizeiliche Kooperation.
  - Überwachung des Eintrittes in das Bundesgebiet und des Austrittes aus diesem; Ein- und Auswanderungswesen.
  - Fremdenpolizei und Meldewesen einschließlich der Angelegenheiten der Einwohnerverzeichnisse.
  - Untersuchung von Grenzzwischenfällen.
  - Aufenthaltsverbot, Ausweisung und Abschiebung; Asyl; Angelegenheiten der Auslieferung, soweit sie nicht von Justizbehörden zu vollziehen sind.
  - Volkszählungswesen.
  - Vereins- und Versammlungsrecht.
  - Die nicht im Dienst der Strafrechtspflege zu besorgenden Angelegenheiten der Pressepolizei einschließlich solcher, die sich auf neue Medien beziehen.
  - Wappenwesen.
  - Veranstaltungswesen.
  - Passangelegenheiten mit Ausnahme der Angelegenheiten der Diplomatenpässe.
  - Hilfeleistung bei Elementarereignissen und Unglücksfällen einschließlich der Angelegenheiten des Rettungswesens und der Feuerwehr.
  - Koordination in Angelegenheiten des staatlichen Krisenmanagements und des staatlichen Katastrophenschutzmanagements;
  - Mitwirkung bei anlassbezogener Krisenbewältigung. Internationale Katastrophenhilfe.
  - Angelegenheiten des Zivilschutzes, soweit sie nicht in den Wirkungsbereich des Bundesministeriums für Wirtschaft, Energie und Tourismus fallen.
  - Verkehrserziehung und Verkehrsstatistik sowie Beschaffung und Erhaltung von Einrichtungen zur Überwachung des Straßenverkehrs im Rahmen der Mitwirkung der Organe der Bundespolizei in Angelegenheiten der Straßenpolizei.
- Angelegenheiten der Staatsgrenzen mit Ausnahme ihrer Vermessung und Vermarkung.
- Angelegenheiten der Organisation und des Dienstbetriebes der Bundespolizei und sonstiger Wachkörper, soweit sie nicht in den Wirkungsbereich eines anderen Bundesministeriums fallen.
- Angelegenheiten der Staatsbürgerschaft und des Heimatrechts.
- Personenstandsangelegenheiten, soweit sie nicht von Justizbehörden zu vollziehen sind.
  - Angelegenheiten des Namensrechts, Führung der Personenstandsverzeichnisse und administrative Eheangelegenheiten.
- Angelegenheiten der Wahlen, Volksbegehren, Volksabstimmungen und Volksbefragungen auf Grund der Bundesverfassung sowie Angelegenheiten der Wahlen zum Europäischen Parlament und der Europäischen Bürgerinitiativen.
- Angelegenheiten der Organisation der inneren Verwaltung in den Ländern.
- Angelegenheiten der Gemeinden und Gemeindeverbände, soweit sie nicht in den Wirkungsbereich des Bundeskanzleramtes fallen.
- Angelegenheiten des Stiftungs- und Fondswesens, soweit sie nicht in den Wirkungsbereich eines anderen Bundesministeriums fallen.
- Angelegenheiten der Kriegsgräberfürsorge.
- Führung der KZ-Gedenkstätte Mauthausen (Mauthausen Memorial).
- Angelegenheiten der strategischen Netz- und Informationssicherheit.
- Angelegenheiten der staatlichen Verwaltung, die nicht ausdrücklich einem anderen Bundesministerium zugewiesen sind.

## Struktur
Das Bundesministerium für Inneres gliedert sich wie folgt.
- Bundesminister
  - Kabinett des Bundesministers
  - Stabsstelle Ukraine-Flüchtlingskoordination
  - Abteilung IR (Interne Revision)
    - Referat IR/a (Prüfstelle EU-Fonds)
- Staatssekretär
- Generalsekretär
  - Büro des Generalsekretärs
  - Sektion I (Präsidium)
    - Abteilung I/S/2 (Budget und Controlling)
      - Referat I/S/2/a (Budgetangelegenheiten)
      - Referat I/S/2/b (Ressortcontrolling, Kosten- und Leistungsrechnung)

    - Abteilung I/S/3 (Ressortstrategie, Sicherheitspolitik, Koordination)
      - Referat I/S/3/a (Grundsatz Recht und Risikomanagement)
      - Referat I/S/3/b (Ressortstrategie, Koordination und Innovation)
      - Referat I/S/3/c (Sicherheitspolitik)

    - Abteilung I/S/12 (Förderungswesen und Förderprojekt-Unterstützung)
      - Referat I/S/12/a (Förderungswesen)
      - Referat I/S/12/b (Förderprojekt-Unterstützung)

    - Gruppe I/A (Sicherheitspolitik, Psychologischer Dienst, Sicherheitsakademie)
      - Abteilung I/A/1 (Chefärztlicher Dienst)
        - Referat I/A/1/a (Bundesbedienstetenschutz)

      - Abteilung I/A/4 (Psychologischer Dienst)
        - Referat I/A/4/a (Psychologische Eignungsdiagnostik und Personalauswahl)

      - Abteilung I/A/5 (Sicherheitsakademie - SIAK)
        - Zentrum für Ressourcensteuerung und Unternehmensqualität
        - Zentrum für Grundausbildung
        - Zentrum für Fortbildung
        - Zentrum für internationale Angelegenheiten
        - Institut für Wissenschaft und Forschung
        - Bildungszentren
          - Bildungszentrum der Sicherheitsakademie Absam
          - Bildungszentrum der Sicherheitsakademie Eisenstadt
          - Bildungszentrum der Sicherheitsakademie Feldkirch
          - Bildungszentrum der Sicherheitsakademie Graz
          - Bildungszentrum der Sicherheitsakademie Salzburg
          - Bildungszentrum der Sicherheitsakademie Krumpendorf
          - Bildungszentrum der Sicherheitsakademie Linz
          - Bildungszentrum der Sicherheitsakademie St. Pölten
          - Bildungszentrum der Sicherheitsakademie Traiskirchen
          - Bildungszentrum der Sicherheitsexekutive Wels
          - Bildungszentrum der Sicherheitsakademie Wien
          - Bildungszentrum der Sicherheitsakademie Ybbs

    - Gruppe I/B (Personal und Organisation)
      - Abteilung I/B/6 (Personal Grundsatz)
        - Referat I/B/6/a (Grundsätzliche dienst- und besoldungsrechtliche Angelegenheiten)
        - Referat I/B/6/b (Disziplinar- und Beschwerdeangelegenheiten)

      - Abteilung I/B/7 (Organisation und Personalentwicklung)
        - Referat I/B/7/a (Organisatorische Angelegenheiten der Digitalisierung sowie Kompetenzstelle Prozess- und Projektmanagement)
        - Referat I/B/7/b (Personalentwicklung, Organisationskultur und Gleichbehandlung)
        - Referat I/B/7/c (Frauenkarrieren)
        - Kanzlei des Bundesministeriums für Inneres

      - Abteilung I/B/8 (Personal Services)
        - Referat I/B/8/a (Personalservice Zentralleitung)
        - Referat I/B/8/b (Personalservice nachgeordnete Dienststellen)

      - Abteilung I/B/13 (Förder- und EU-Finanzierungskontrolle)
        - Referat I/B/13/a (EU-Finanzierungskontrolle)
        - Referat I/B/13/b (Förderungskontrolle National)

    - Gruppe I/C (Öffentlichkeitsarbeit, Veranstaltungsmanagement, Sportangelegenheiten)
      - Abteilung I/C/9 (Protokoll und Veranstaltungsmanagement)
      - Abteilung I/C/10 (Öffentlichkeitsarbeit)
        - Referat I/C/10/a (Strategische Kommunikation und Kreation)
        - Referat I/C/10/b (Newsroom)
        - Referat I/C/10/c (Medienrecht und Bürgerservice)

      - Abteilung I/C/11 (Sportangelegenheiten)
        - Referat I/C/11/a (Gesundheits- und Leistungssport)

  - Sektion II (Generaldirektion für die öffentliche Sicherheit)
    - Abteilung II/GD/1 (Grundsatz, Strategie und Recht GD)
    - II/SEO - Sondereinheit für Observation (SEO)
    - II/DSE (Direktion Spezialeinheiten/Einsatzkommando Cobra)
      - Abteilung II/DSE/1 - Personal, Logistik und Budget
      - Abteilung II/DSE/2 - Ausbildung, Sonder- und Spezialeinsatz
      - Abteilung II/DSE/3 - Operative Leitung Einsatzkommando Cobra
      - Abteilung II/DSE/4 - Flugpolizei

    - Gruppe II/BPD - Bundespolizeidirektion
      - Datenschutzbeauftragte(r) der Landespolizeidirektionen (DSBa-LPD)
      - Abteilung II/BPD/2 (Grundsatzangelegenheiten BPD)
        - Referat II/BPD/2/a (Community Policing und Bürgerbeteiligung)

      - Abteilung II/BPD/3 (Ressourcensteuerung LPD)
        - Referat II/BPD/3/a (Organisation und Ressourcensteuerung LPD)
        - Referat II/BPD/3/b (Neuaufnahmeverfahren Exekutive und Recruiting)
        - Referat II/BPD/3/c (Beschwerdemanagement und Services)

      - Abteilung II/BPD/4 (Allgemeiner Exekutivdienst)
        - Referat II/BPD/4/a (Dienstbetrieb LPD)
        - Referat II/BPD/4/b (Exekutivdienst LPD)

      - Abteilung II/BPD/5 (Polizeiliche Sondereinsätze)
        - Referat II/BPD/5/a (Grundsatzangelegenheiten der Einsatzplanung und Einsatzführung)
        - Referat II/BPD/5/b (WEGA, SRK, KSOD/GSOD und NFIS)
        - Referat II/BPD/5/c (Diensthundewesen, Alpindienst und Einsatztraining)

      - Abteilung II/BPD/6 (Operatives Grenz- und Fremdenpolizeimanagement)
        - Referat II/BPD/6/a (Grenz- und fremdenpolizeiliche Angelegenheiten LPD)
        - Referat II/BPD/6/b (Auslandseinsätze)
        - Referat II/BPD/6/c (Flughafen- und Luftfahrtsicherheit)

      - Abteilung II/BPD/7 (Verkehrsdienst der Bundespolizei)
        - Referat II/BPD/7/a (Verkehrsdienst)
        - Referat II/BPD/7/b (Nationale und internationale Kontaktstelle Verkehr)
        - Referat II/BPD/7/c (Wasserpolizei)

      - Landespolizeidirektionen

    - Gruppe II/ORK – Direktion Organisation, Ressourcen- und Krisenmanagement GD
      - Abteilung II/ORK/8 (Organisation, Personal- und Sachressourcenmanagement GD)
        - Referat II/ORK/8/a (Organisationsmanagement GD)
        - Referat II/ORK/8/b (Personalmanagement GD)
        - Referat II/ORK/8/c (Sachressourcenmanagement GD)

      - Abteilung II/ORK/9 (Budgetmanagement und Controlling GD)
        - Referat II/ORK/9/a (Budgetmanagement GD)
        - Referat II/ORK/9/b (Controlling GD)

      - Abteilung II/ORK/10 (Krisenmanagement, Lageinformation und Leitstellenangelegenheiten)
        - Referat II/ORK/10/a (Lagezentrum BMI)
        - Referat II/ORK/10/b (Krisensicherheit, Katastrophenhilfe und Bevölkerungsschutz)
        - Referat II/ORK/10/c (Notruf- und Leitstellenkompetenzzentrum)

      - Abteilung II/ORK/11 (Bundeskrisensicherheit gem. B-KSG)
      - II/DSN – Direktion Staatsschutz und Nachrichtendienst (DSN)
        - Bereich II/DSN/ST (Staatsschutz)
        - Bereich II/DSN/ND (Nachrichtendienst)

      - II/BK – Bundeskriminalamt (BK) 
        - Abteilung II/BK/1 (Kriminalstrategie und zentrale Administration)
        - Abteilung II/BK/2 (Internationale Polizeikooperation und Fahndung)
        - Abteilung II/BK/3 (Ermittlungen, organisierte und allgemeine Kriminalität)
        - Abteilung II/BK/4 (Kriminalanalyse)
        - Abteilung II/BK/5 (Kriminalpolizeiliche Assistenzdienste)
        - Abteilung II/BK/6 (Forensik und Technik)
        - Abteilung II/BK/7 (Wirtschaftskriminalität)

  - Sektion III (Recht)
    - Datenschutzbeauftragte(r) des Bundesministers für Inneres (DSBa-BMI)
    - Abteilung III/S/1 (Grund- und menschenrechtliche Angelegenheiten)
    - Abteilung III/S/2 (Wahlangelegenheiten)
    - Abteilung III/S/3 (Historische Angelegenheiten)
    - Gruppe III/A (Legistik und Recht)
      - Abteilung III/A/4 (Legistik)
        - Referat III/A/4/a (Querschnittslegistik)
        - Referat III/A/4/b (Ministerratsdienst und Fremdlegistik)
        - Referat III/A/4/c (Fremdenrechtslegistik)

      - Abteilung III/A/5 (E-Government)
        - Referat III/A/5/a (Passwesen und e-ID)

      - Abteilung III/A/6 (Sicherheitsverwaltung)
      - Abteilung III/A/7 (Grundsätzliche Rechtsangelegenheiten und Datenschutz)
        - Referat III/A/7/a (Datenschutz)
        - Referat III/A/7/b (Zivilrecht und Haftung)
        - Referat III/A/7/c (Informationsfreiheit und Rechtsdokumentation)

    - III/BAK – Bundesamt zur Korruptionsprävention und Korruptionsbekämpfung (BAK)
      - III/BAK/SPOC (Single Point of Contact)
      - Abteilung III/BAK/1 (Ressourcen, Support und Recht)
        - Referat III/BAK/1.1 (Ressourcen)
        - Referat III/BAK/1.2 (Digitale Forensik)
        - Referat III/BAK/1.3 (Recht, Analyse und Statistik)

      - Abteilung III/BAK/2 (Prävention, Edukation und internationale Zusammenarbeit)
        - Referat III/BAK/2.1 (Prävention und Ursachenforschung)
        - Referat III/BAK/2.2 (Edukation)
        - Referat III/BAK/2.3 (Internationale Zusammenarbeit)

      - Abteilung III/BAK/3 (Korruptionsermittlungen)
        - Referat III/BAK/3.1 (Korruptionsermittlungen im privaten Sektor)
        - Referat III/BAK/3.2 (Korruptionsermittlungen im öffentlichen Sektor)

      - Abteilung III/BAK/4 (Ermittlungs- und Beschwerdestelle Misshandlungsvorwürfe)

  - Sektion IV (Cyber Sicherheit, Digitales und Service)
    - Abteilung IV/S/1 (Vergabe)
      - Referat IV/S/1/a (Vergabeangelegenheiten und E-Beschaffung)
      - Referat IV/S/1/b (Beschaffungscontrolling und BBG Koordination)

    - Abteilung IV/S/2 (Netz- und Informationssystemsicherheit)
      - Referat IV/S/2/a (Recht und Audit)
      - Referat IV/S/2/b (Cyberlagezentrum, Prävention, Kommunikation)
      - Referat IV/S/2/c (NIS Technische Einrichtungen)
      - Referat IV/S/2/d (Strategische Netz- und Informationssicherheit)

    - Gruppe IV/A (Wirtschaft, Raum und Technik)
      - Abteilung IV/A/3 (Technische Ausrüstung und Uniformierung)
        - Referat IV/A/3/a (Fahrzeugwesen und Zulassungsstelle)
        - Referat IV/A/3/b (Uniformierung und Sachleistungen)
        - Referat IV/A/3/c (Waffen und Ausrüstung)

      - Abteilung IV/A/4 (Sondereinsatztechnik)
        - Referat IV/A/4/a (Verkehrs- und Grenztechnik)
        - Referat IV/A/4/b (Kriminal- und Observationstechnik)
        - Referat IV/A/4/c (TKÜ und operative Einsatzunterstützung)

      - Abteilung IV/A/5 (Bau- und Immobilienmanagement)
        - Referat IV/A/5/a (Allgemeine Bau- und Mietangelegenheiten)
        - Referat IV/A/5/b (Immobilienstrategie und Großprojekte)

      - Abteilung IV/A/6 (Zentrale Dienste)
        - Referat IV/A/6/a (Wirtschaftsangelegenheiten)
        - Referat IV/A/6/b (Interne Services)
        - Referat IV/A/6/c (Operatives Gebäudesicherheitsmanagement)

    - Gruppe IV/DDS Direktion Digitale Services (DDS)
      - Abteilung IV/DDS/7 (IKT-Strategie und zentrale Dienstleistungen)
        - Referat IV/DDS/7/a (IKT-Strategie und Ressourcen)
        - Referat IV/DDS/7/b (Asset- und Vertragsmanagement)

      - CIO (Chief Information Officer)
      - Abteilung IV/DDS/8 (Demand-, Projektmanagement und Projektsteuerung)
        - Referat IV/DDS/8/a (Demand Management)
        - Referat IV/DDS/8/b (Projekt Management und Projekt Management Office)

      - Abteilung IV/DDS/9 (Register- und Datenmanagement)
        - Referat IV/DDS/9/a (Registermanagement)
        - Referat IV/DDS/9/b (Datenmanagement und KI-Unterstützung)

      - CTO (Chief Technical Officer)
      - Abteilung IV/DDS/10 (Betrieb kritische IT)
        - Referat IV/DDS/10/a (IT-Betrieb)
        - Referat IV/DDS/10/b (Zentraler Support und Anlagenmanagement)
        - Referat IV/DDS/10/c (Mobiler und Vor-Ort-Support)
        - Referat IV/DDS/10/d (Spezielle IT-Systeme)

      - Abteilung IV/DDS/11 (IKT-Anwendungen)
        - Referat IV/DDS/11/a (Polizeiliche Anwendungen)
        - Referat IV/DDS/11/b (Verwaltungsanwendungen)

      - Abteilung IV/DDS/12 (Kritische Kommunikationsinfrastrukturen)
        - Referat IV/DDS/12/a (Service Design)
        - Referat IV/DDS/12/b (Service Transition)
        - Referat IV/DDS/12/c (Service Operation)

      - CISO (Chief Information Security Officer)
      - Abteilung IV/DDS/13 (IT-Security)

  - Sektion V (Migration und Internationales)
    - Abteilung V/S/1 (Ressourcensteuerung)
      - Referat V/S/1/a (Budget, Controlling, Ressourcen)
      - Referat V/S/1/b (Personalplanung, Personalangelegenheiten Sektion V und BFA)
      - Referat V/S/1/c (Grundsätzliche Dolmetsch- und Sachverständigenangelegenheiten)

    - Joint Coordination Platform (JCP)
    - Gruppe V/A (EU und Internationales, Aufenthalt, Förderungen)
      - Abteilung V/A/2 (Aufenthalts- und Staatsbürgerschaftswesen)
        - Referat V/2/a (Staatsbürgerschaftswesen)

      - Abteilung V/A/3 (EU- und internationale Angelegenheiten)
        - Referat V/A/3/a (EU-Koordination und Grundsatzfragen)
        - Referat V/A/3/b (EU-Angelegenheiten)
        - Referat V/A/3/c (Bi- und multilaterale Angelegenheiten, Vertragswesen)
        - Referat V/A/3/d (Attachéwesen)
        - Büro des Bundesministeriums für Inneres an der Ständigen Vertretung Österreichs bei der Europäischen Union (Außenstelle Brüssel)

      - Abteilung V/A/4 (Migrationsförderungen, SPOC EU- und internationale Projekte, Verwaltungsbehörde Home-Affairs-Funds)
        - Referat V/A/4/a (Operative Abwicklung Migrationsförderungen EU und National)
        - Referat V/A/4/b (SPOC EU- und internationale Projekte)

      - Abteilung V/A/5 (Migrationsangelegenheiten (EU- und Internationales))
        - Referat V/A/5/a (EU-Migrationsangelegenheiten)
        - Referat V/A/5/b (Internationale Migrationsangelegenheiten)
        - Referat V/A/5/c (Internationale Migrationskommunikation und -forschung)

    - Gruppe V/B (Integrierte Grenzverwaltung, Fremdenpolizei, Asyl, Grundversorgung und Rückkehr)
      - Abteilung V/B/6 (Integrierte Grenzverwaltung)
        - Referat V/B/6/a (Integrierte Grenzverwaltung – Rechtliche Angelegenheiten)
        - Referat V/B/6/b (Integrierte Grenzverwaltung – Strategische Angelegenheiten)

      - Abteilung V/B/7 (Fremdenpolizei, Visaangelegenheiten und ETIAS)
        - Referat V/B/7/a (Visaangelegenheiten)
        - Referat V/B/7/b (Nationale ETIAS-Stelle Österreich)

      - Abteilung V/B/8 (Asyl)
        - Referat V/B/8/a (Gesamtsteuerung Asyl und Migration, Statistiken und Analysen)
        - Referat V/B/8/b (Internationale und europäische Asylangelegenheiten)
        - Referat V/B/8/c (Rechtsangelegenheiten, Judikaturanalyse und Verfahrenscontrolling)

      - Abteilung V/B/9 (Grundversorgung)
        - Referat V/B/9/a (Rechts- und Grundsatzangelegenheiten Grundversorgung)
        - Referat V/B/9/b (Angelegenheiten der BBU GmbH)
        - Referat V/B/9/c (Leistungskontrolle Asyl und Grundversorgung)

      - Abteilung V/B/10 (Rückkehr, Reintegration und Qualitätsentwicklung)
        - Referat V/B/10/a (Rückübernahme, Freiwillige Rückkehr und Reintegration)
        - Referat V/B/10/b (Qualität, Ausbildung und Wissensmanagement BFA)

    - Bundesamt für Fremdenwesen und Asyl (BFA)
    - Bundesagentur für Betreuungs- und Unterstützungsleistungen (BBU)

## Fondsbeteiligungen
Das Bundesministerium ist an mehreren Fonds beteiligt bzw. werden von diesem betrieben:
- Unterstützungsinstitut der Bundespolizei
- Wohlfahrtsfonds der Bundespolizei

Der Wohlfahrtsfonds der Bundespolizei bezweckt gemäß den Satzungen die Unterstützung hilfsbedürftiger Bediensteter des Bundesministeriums für Inneres, insbesondere den Bediensteten der Landespolizeidirektion Wien, der Stadtpolizeikommanden außerhalb Wiens sowie der Bediensteten, die für den Zentralausschuss der Bediensteten der Sicherheitsverwaltung wahlberechtigt sind, sowie deren Hinterbliebenen durch Gewährung von Unterstützungen und rückzahlbaren Darlehen.
- Wohlfahrtsfonds für die Exekutive des Bundes

Der Wohlfahrtsfonds für die Exekutive hat gemäß den Satzungen den Zweck an Kinder von Exekutivangehörigen für drei Stiftsplätze der Exekutive an der Theresianischen Akademie des Bundes im Einvernehmen mit dem Unterrichtsministerium zu gewähren, Beihilfen zu gewähren an Mitglieder der Exekutive, die infolge einer Verletzung oder Erkrankung im Dienst in Notlage geraten sind sowie an Hinterbliebene Beihilfen zu gewähren.
- Gendarmeriejubiläumsfonds 1949

Gemäß Satzung des Gendarmeriejubiläumsfonds-GJF 1949 bezweckt der Fonds die Unterstützung hilfsbedürftiger Bediensteter der Landespolizeidirektionen sowie der ihnen nachgeordneten Dienststellen (ausgenommen LPD Wien), und der Angehörigen des Wachkörpers Bundespolizei im Bundesministerium für Inneres beziehungsweise deren Hinterbliebenen durch die Gewährung von Geldaushilfen und rückzahlbaren Darlehen.
- Österreichischer Integrationsfonds
- Bekleidungswirtschaftsfonds

Der im Jahr 2017 aufgelöste Wiener Stadterweiterungsfonds gehörte ebenfalls dem Innenministerium an.